# Stephen D. Krasner
Stephen Krasner (nascido em 1942) é um professor de relações internacionais na Universidade de Stanford e ex-diretor de "Planejamento de Políticas" no Departamento de Estado dos Estados Unidos, no qual ele trabalhou de 2005 a Abril de 2007.

## Prêmios
Krasner tornou-se bacharel pelo departamento de história na Universidade de Cornell em 1963, onde era membro da sociedade Quill and Dagger, ou Pena e Punhal. Posteriormente se tornou mestre pela Columbia University, e seu PhD pela Universidade de Harvard. Krasner é autor de seis livros e mais de noventa artigos. Já lecionou cursos em relações internacionais, economia política internacional, teoria das relações internacionais, construção política e construção estatal na Universidade de Stanford. Recebeu o dean's award (prêmio de excelência) por sua atuação como professor em 1991.
Uma de suas maiores conquistas no campo da ciência política foi a definição de "regimes internacionais" como, "princípios implícitos ou explícitos, de normas, regras, decisão e procedimento sobre as expectativas de convergência dos atores num certo ramo das relações internacionais", num artigo ao jornal International Organization em 1982. Também publicou artigos sobre sobrevivência do Estado e soberania.

## Estabilização de Estados Falhados (ou Fracos)
Stephen Krasner é o que os cientistas políticos definem como um teórico neorrealista. Ele escreve sobre como os Estados Unidos são afetados pelas nações mais fracas, num sistema internacional continuamente convergente e dependente em seu artigo, Addressing State Failure (2005). Krasner acredita na prevenção de conflitos, na qual ele diz que os Estados Unidos e as ONGs (organizações não-governamentais) devem preocupar-se com a estabilização de Estados falhados como prioridade na agenda política internacional. Krasner sugere três passos para os quais ele acredita serem fundamentais à reconstrução de um Estado em seu pós-conflito:
1. Estabilização
2. Fornecer base para estruturas políticas e econômicas
3. A criação de leis e instituições para uma democracia de mercado

## Poder Executivo
Stephen Krasner também argumenta que os procedimentos burocráticos e as políticas burocráticas não são o que moldam a política externa norte-americana. Ao invés disso, ele afirma que o poder presidencial é o que leva, em última instância, às decisões de política externa em Are Bureaucracies Important? (ou, As Burocracias São Importantes?) (1972). Ele também afirma que as políticas burocráticas são perigosas e errôneas, "porque põem em xeque os pressupostos das políticas democráticas ao isentar o alto escalão oficial de responsabilidades" (1972). Os teóricos burocratas vêem as decisões de atores menores como parte da política externa de um país, não as decisões do alto escalão de oficiais executivos. Ainda sim, Krasner argumenta que é uma teoria perigosa porque dá aos líderes a escusa de suas próprias políticas errôneas, fornecendo ao povo uma visão distorcida do poder presidencial. Ele define os objetivos políticos do Estado como um reflexo direto da normatividade (o dever-ser da sociedade), dos interesses e da linha de ação nacional do presidente.

## Soberania Estatal
Stephen Krasner ficou famoso no meio da ciência política por sua contribuição extensa sobre soberania estatal, com seu livro Sovereignty: Organized Hypocrisy (ou, Soberania: uma Hipocrisia Organizada) (1999).
Ele também descreve as quatro situações nas quais a comunidade internacional pode subjugar a soberania de um Estado se ele as romper, em prol a sua intervenção direta:
1. Tolerância Religiosa
2. Direito às Minorias
3. Direitos Humanos
4. Estabilidade Internacional

### Obras Publicadas
- International Regimes (1983)
- Exploration and Contestation in the Study of World Politics (co-editor, 1999)
- Problematic Sovereignty: Contested Rules and Political Possibilities (2001)